# Castel Rozzone
Castel Rozzone je italská obec v provincii Bergamo v regionu Lombardie. Nachází se asi 40 kilometrů východně od Milána a asi 15 kilometrů jižně od Bergama. K 31. prosinci roku 2004 žilo v obci 2 705 obyvatel. Rozloha obce je 1,7 km². 
Castel Rozzone sousedí s obcemi: Arcene, Brignano Gera d'Adda, Lurano a Treviglio. Obec leží v nadmořské výšce 140 m n. m.

## Historie
Ve 12. století byl postaven jižně od vesnice hrad, který dlouhou dobu symbolizoval obec. V roce 1523 byl vysvěcen místní kostel, jehož vnější podoba zůstala nezměněna. Ve druhé polovině 20. století se obec ze zemědělství začala přeorientovávat na průmysl. 